# Schieffelinite
La schieffelinite è un minerale.